# 平井駅 (愛媛県)
平井駅（ひらいえき）は、愛媛県松山市平井町にある、伊予鉄道横河原線の駅である。駅番号はIY17。1967年（昭和42年）10月1日に平井 - 横河原間が電化されるまでは、当駅が電化区間の終点であった。

## 歴史
- 1893年（明治26年）5月7日：平井河原駅として開業[1]。
- 1902年（明治35年）6月1日：平井駅に改称[2]。

## 駅構造
島式ホーム1面2線を持つ有人駅である。最近の改修で車いす用スロープが設定された。

### のりば
| 番線 | 路線      | 行先             |
| ---- | --------- | ---------------- |
| 1    | ■横河原線 | 久米・松山市方面 |
| 2    | ■横河原線 | 梅本・横河原方面 |

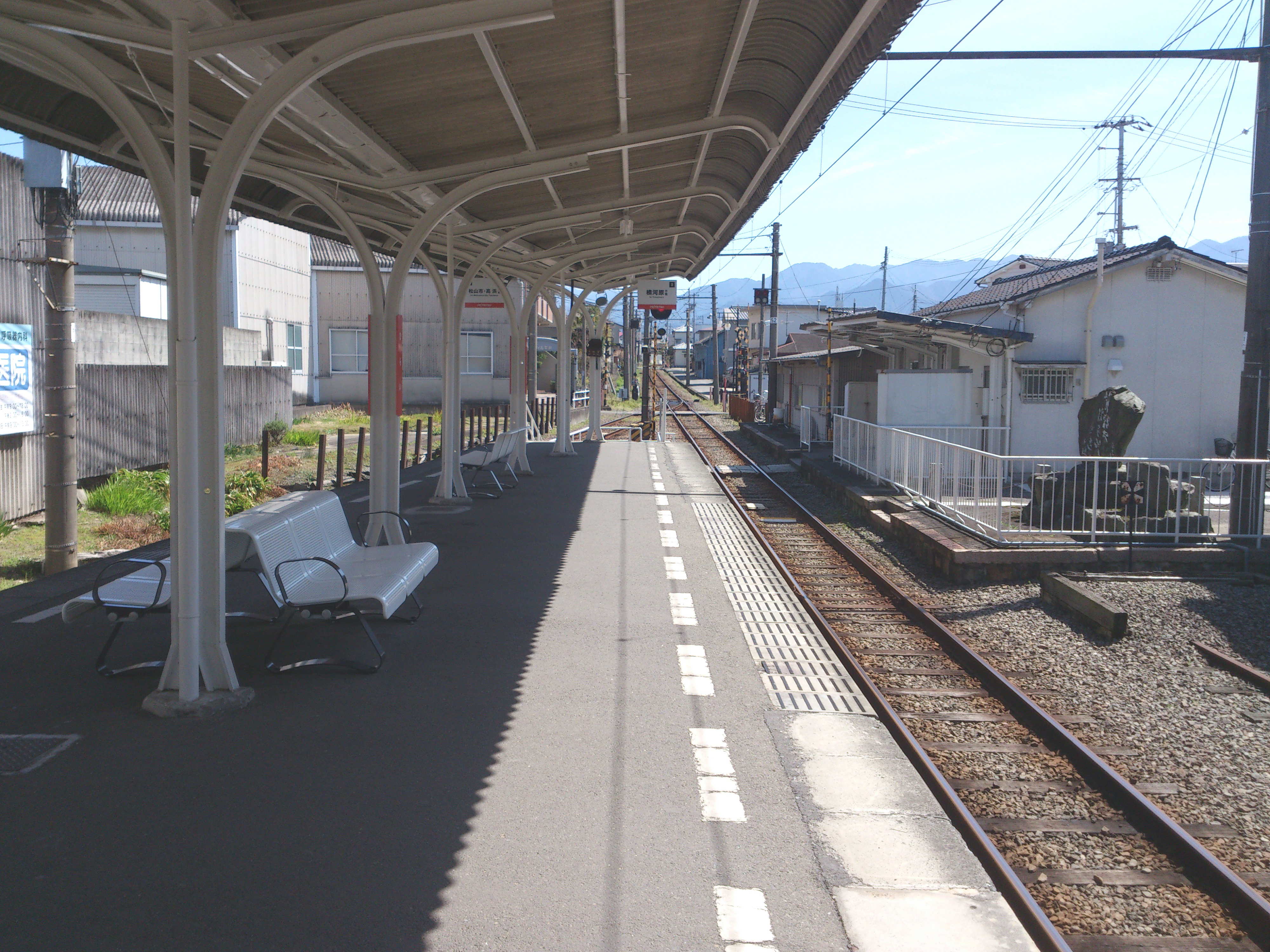
ホーム
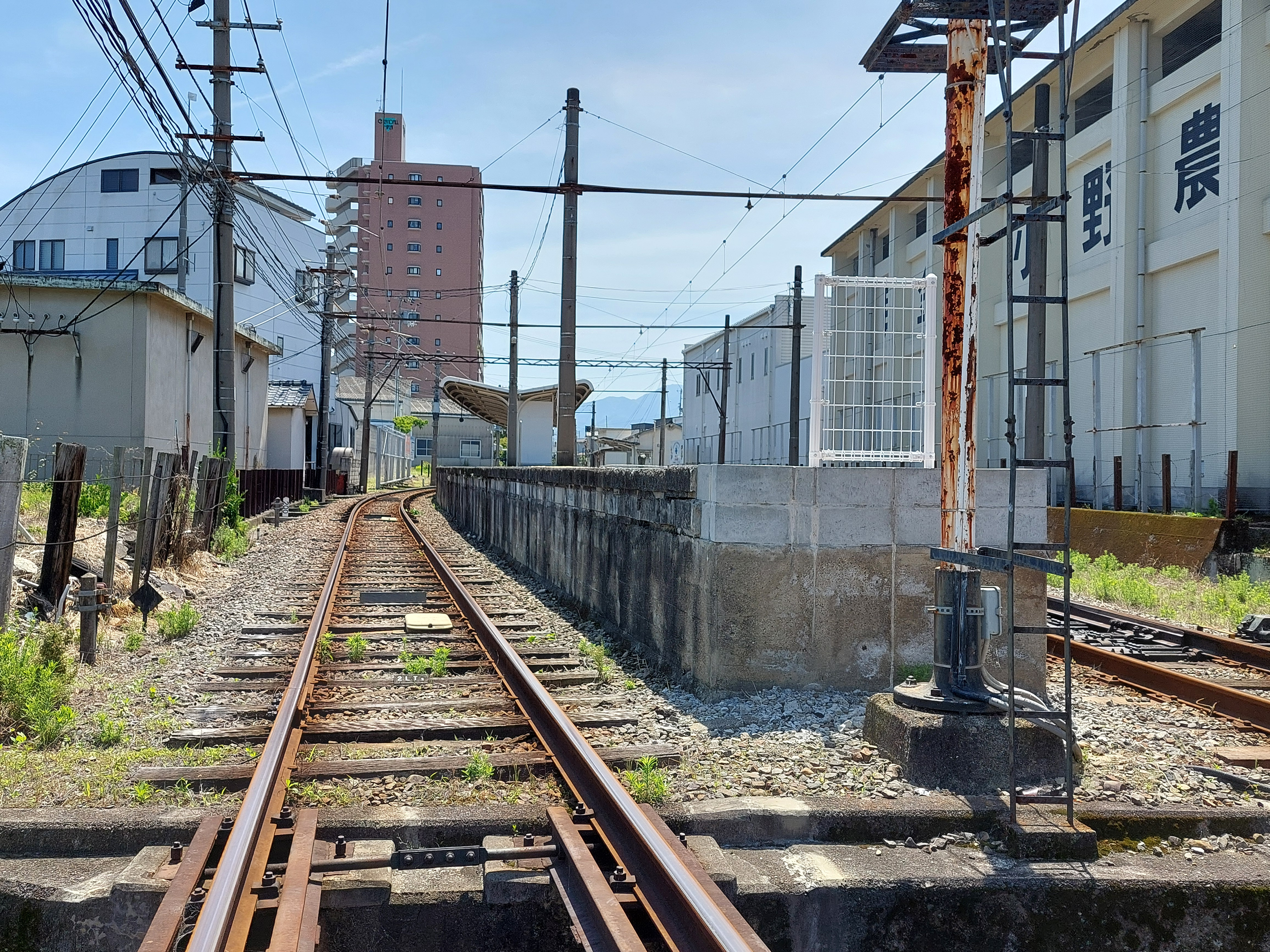
西側
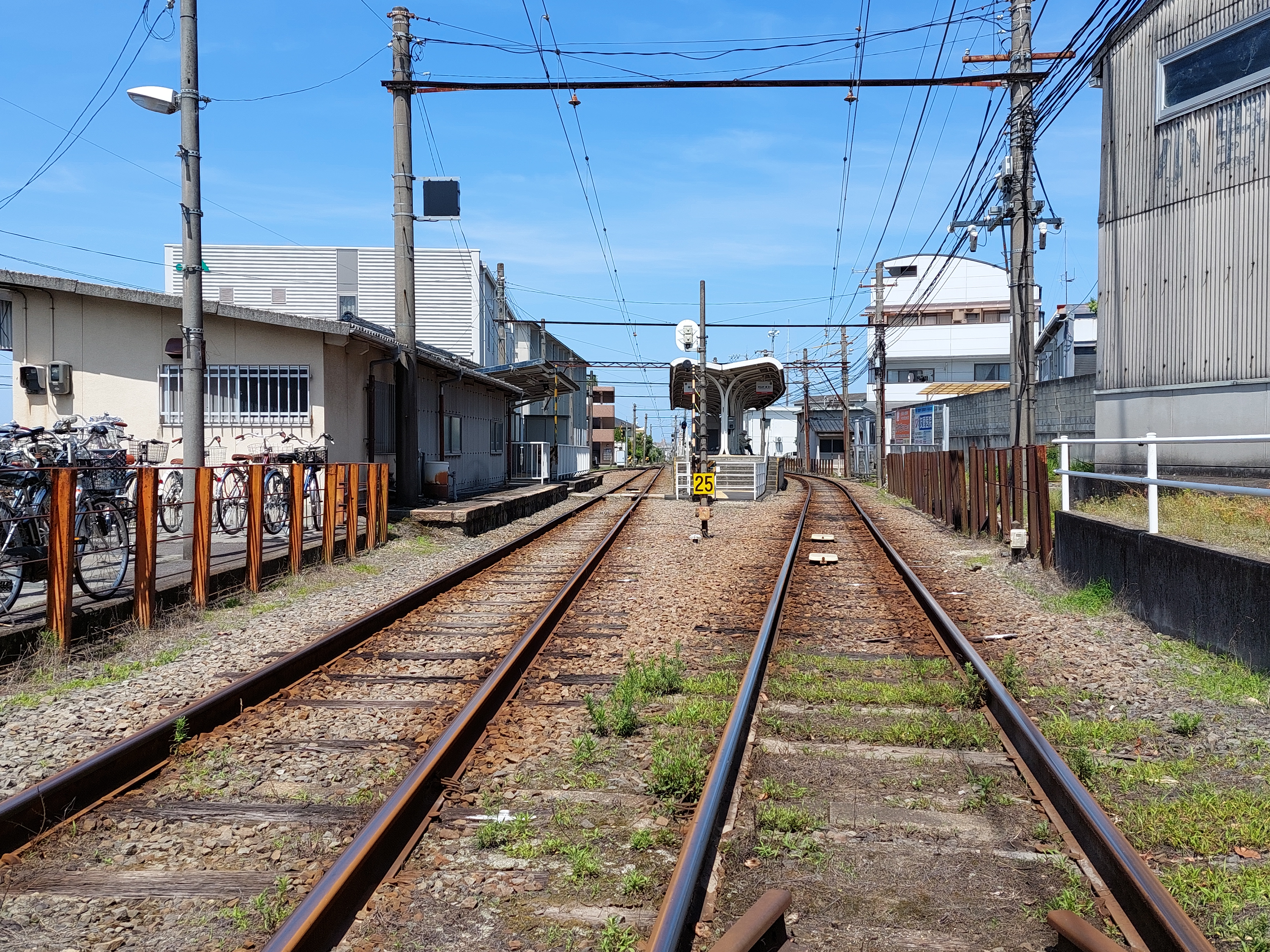
東側

## 利用状況
2021年（令和3年）度の1日平均乗降人員は780人である。
各年度の1日平均乗降人員数は下表のとおり。
| 年度               | 1日平均 乗降人員 | 出典         |
| ------------------ | ---------------- | ------------ |
| 2019年（令和元年） | 981              | [ 伊予鉄 2 ] |
| 2020年（令和02年） | 761              | [ 伊予鉄 3 ] |
| 2021年（令和03年） | 780              | [ 伊予鉄 1 ] |

## 駅周辺
- 平井町商店街（旧讃岐街道＝旧々国道11号）
- 徳阿弥池
- 松山市農業協同組合（JA松山市）小野支所
- えひめ中央農業協同組合（JAえひめ中央）小野集荷場
- KIZUNAグループ 本社[3]
- 松山市役所小野支所
- 松山市立小野小学校
- 松山市立小野中学校
- 明星院（伊予十三仏霊場発願の寺）
- 正観寺
- 葉佐池古墳

## 隣の駅
伊予鉄道
■横河原線
鷹ノ子駅 (IY16) - 平井駅 (IY17) - 梅本駅 (IY18)

#### 本文
1. ↑  『運輸開業、官報2953号（1893年5月6日）』 - 国立国会図書館デジタルコレクション
2. ↑  『伊予鉄道七十年の歩み』伊予鉄道、1957年10月5日、273頁。doi:10.11501/2488668。
3. ↑  “絆グループ - KIZUNA GROUP”.   絆グループ. 2022年6月26日閲覧。

#### 利用状況
1. 1 2 3  “2021年度 移動等円滑化取組報告書 【鉄道駅】” (pdf).   伊予鉄道. 2022年11月20日時点のオリジナルよりアーカイブ。2022年11月20日閲覧。
2. ↑  “2019年度 移動等円滑化取組報告書 【鉄道駅】” (pdf).   伊予鉄道. 2022年11月20日時点のオリジナルよりアーカイブ。2022年11月20日閲覧。
3. ↑  “2020年度 移動等円滑化取組報告書 【鉄道駅】” (pdf).   伊予鉄道. 2021年7月14日時点のオリジナルよりアーカイブ。2022年11月20日閲覧。